# Antoni Walerych
Antoni Walerych (ur. 9 marca 1952 w Poznaniu, zm. 17 czerwca 2017 w Czerwonaku) – polski rzeźbiarz, malarz, artysta współczesny. 

## Życiorys
Absolwent PWSSP w Poznaniu. Studiował w pracowni prof. M. Więcek-Wnuk i J. Kopczyńskiego, specjalizując się w rzeźbie. Wcześniejsza twórczość obejmowała głównie rzeźbę i medalierstwo, od 2004 również malarstwo.
Zmarł nagle 17 czerwca 2017 w swoim domu w Czerwonaku. Został pochowany na cmentarzu parafialnym św. Jana Vianneya w Poznaniu.

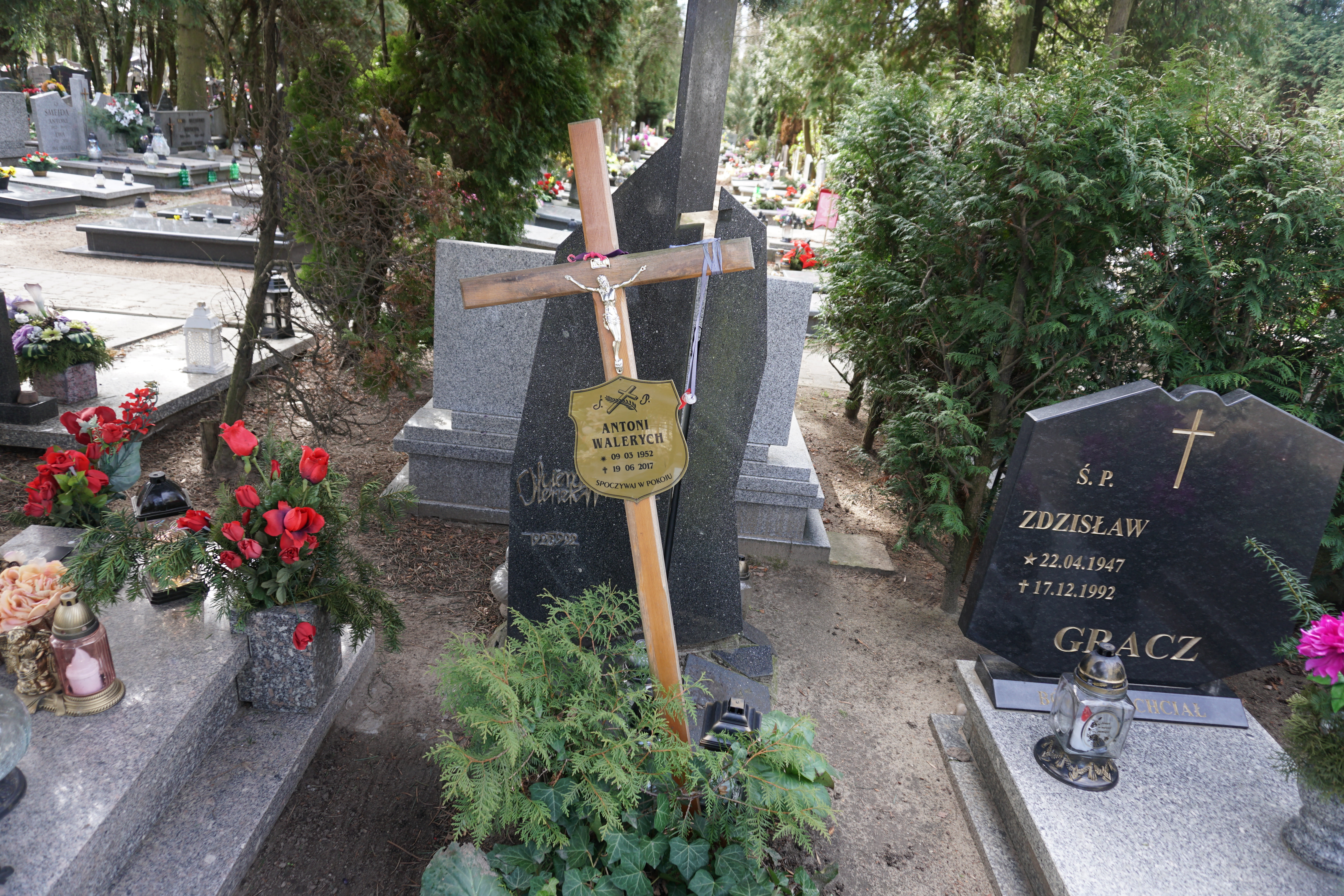
grób Antoniego Walerycha na cmentarzu parafii św. Jana Vianneya w Poznaniu

## Osiągnięcia

### Ważniejsze wystawy i pokazy zbiorowe
(wybrane)
- 2004 Coup de foudre !" L'Automne des Fransis, Bar-le-Duc, Francja
- 2004 XIV Międzynarodowe Biennale Rzeźby, Centrum Kultury ZAMEK, Poznań, Polska
- 2000 Rzeźba w Palmiarni II (Sculpture in the palm house II), Poznań, Polska
- 2000 2000 Katalog, Centrum Biznesu, Poznań, Polska
- 2000 Korespondencja (Korrespondenz), BWA Poznań, Polska
- 2000 XII Międzynarodowe Biennale Rzeźby, BWA Poznań, Polska
- 1999 Korespondencja (Korrespondenz)[2], Galeria KUBUS, Hanower, Niemcy
- 1997 10 Wielkopolskie Plenery Odlewnicze, Galeria i Scena Anny Kareńskiej, Poznań, Polska
- 1996 Impresje Muzyczne 1996, Gallery Polonez, Poznań, Polska
- 1995 Wielkopolska Galeria Sztuki Współczesnej "Profil", Poznań, Polska
- 1995 Salon Rzeźby zima-wiosna, Galeria ZAR, Warszawa, Polska
- 1994 Zimowy Salon Rzeźby, Galeria ZAR, Warszawa, Polska
- 1991 VIII Biennale Małych Form Rzeźbiarskich, BWA Poznań, Polska

### Ważniejsze wystawy i pokazy indywidualne
(wybrane)
- 2006 Largo Esspressivo[3], Hansgrohe, Tarnowo Podgórne, Polska
- 2006 Centrum Kultury i Sztuki 'Wieża Ciśnień'[4], Konin, Polska
- 2005 Bergen, Holandia
- 2002 Centrum Kongresowe, Beverwijk, Holandia
- 2002 Wieringen, Holandia
- 2001 Galeria Miejska w Mosinie, Polska
- 2000 BWA Poznań, Polska
- 1999 BWA Bydgoszcz, Polska
- 1999 Galeria Sztuki Współczesnej "Profil", Poznań, Polska
- 1998 Breda, Holandia
- 1998 Leiden, Holandia
- 1997 Groningen, Holandia
- 1997 Alkmaar, Holandia
- 1997 PBI S.A., Poznań, Polska
- 1996 Galeria Sztuki Współczesnej "Profil", Poznań, Polska
- 1995 Galeria Sztuki Współczesnej "Profil", Poznań, Polska
- 1995 Galeria Miejska Millstat, Austria
- 1994 Medisch Centrum Alkmaar, Holandia
- 1994 BWA Gniezno, Polska
- 1994 Elity i duch czasu[5], Galeria miejska Arsenał, Poznań, Polska
- 1993 Galeria Sztuki Współczesnej "Profil", Poznań, Polska
- 1992 BWA Poznań, Polska
- 1990 BWA Konin, Polska

### Nagrody i wyróżnienia
(wybrane)
- 2000 Grand Prix - XII Międzynarodowe Biennale Rzeźby, BWA Poznań, Polska